# Hans Christian Gram
Hans Christian Gram (Copenaghen, 13 settembre 1853 – Copenaghen, 14 novembre 1938) è stato un medico, patologo e farmacologo danese.

## Biografia
Gram studiò botanica all'Università di Copenaghen e fu assistente di Japetus Steenstrup. Il suo interesse verso le piante lo portò allo studio della farmacologia ed all'uso del microscopio.
Intraprese gli studi medici nel 1878 e si laureò nel 1883. Tra il 1878 e il 1885 viaggiò in diverse università europee. 
Nel 1891, Gram divenne rettore in  farmacologia, ed in seguito, lo stesso anno, fu nominato professore all'Università di Copenaghen. Nel 1900 diede le dimissioni dalla cattedra di farmacologia per assumere quella di medicina interna. Insegnò fino al 1923, quando si ritirò in pensione.

## Scoperte
Il suo nome è legato all'importante scoperta della colorazione di Gram da cui deriva la  classificazione dei batteri in Gram-positivi e Gram-negativi (i batteri prendono il nome Gram proprio dal medico danese). La tecnica della colorazione venne  effettuata da Gram  nel 1884 a Berlino: mentre esaminava del tessuto polmonare di pazienti deceduti per polmonite, notò che le cellule batteriche si coloravano più intensamente con cristalvioletto e soluzione di Lugol. Esperimenti successivi evidenziarono che batteri quali gli Pneumococchi conservavano il colore anche se si effettuava un lavaggio con etanolo, altri invece come i Corynebatteri non lo trattenevano. Tale colorazione è tutt'oggi essenziale nella classificazione dei batteri.